# Neil Warnock
Neil Warnock (Sheffield, Yorkshire y Humber, Inglaterra; 1 de diciembre de 1948) es un exfutbolista y entrenador de fútbol inglés. Actualmente sin club.
Fue futbolista profesional y jugó como extremo desde 1967 en el Crewe Alexandra, hasta su retiro como jugador en 1979 en Chesterfield. Además trabajó para la radio y televisión británica. Tiene el récord de ser el entrenador que ha conseguido más ascensos en el fútbol inglés, con ocho.

## Carrera como jugador
Después de un breve período trabajando en una funeraria local, Warnock comenzó su carrera como jugador profesional con Chesterfield en 1967, antes de pasar a Rotherham United, Hartlepool United, Scunthorpe United, Aldershot, Barnsley, York City y Crewe Alexandra, haciendo un total de 327 apariciones en la liga. en una carrera de 11 años como jugador. En Hartlepool, ganó el premio al Jugador de la temporada del club en 1972. Terminó su carrera en la liga de fútbol en Crewe Alexandra en 1979, con solo 30 años. Su carrera como jugador continuó en Burton Albion en 1979, que se vio interrumpida por una lesión y continuó cuando se reincorporó a Burton como jugador-entrenador en 1981-1982, antes de concentrarse en la gestión durante el resto de su tiempo en Burton.

## Carrera como entrenador

### Inicios
Después de estar involucrado como entrenador de la Sunday League, su primer trabajo como entrenador completo fue con el equipo de la Northern Premier League Gainsborough Trinity en 1981. Después de esto, manejó el Burton Albion y Scarborough. En Scarborough, él y Paul Evans, su asistente, ganaron el título de la Football Conference en 1987, lo que los convirtió en el primer equipo en ganar el ascenso automático a la Football League tras la abolición del sistema de reelección.
Warnock había pasado un tiempo como entrenador en Peterborough United, donde conoció al asistente del entrenador de Posh, Mick Jones. A fines de 1988, Warnock se convirtió en entrenador del Notts County, luego en la Tercera División, con Jones como su asistente. También se unieron al personal de la trastienda el asistente de Warnock en Scarborough, Paul Evans, y el ex fisioterapeuta de Scarborough, Dave Wilson. Los cuatro ayudaron al condado a lograr ascensos sucesivos para llegar a la First Division en la temporada 1991-92, y Warnock rechazó lucrativas ofertas para administrar Chelsea y Sunderland durante este tiempo. Warnock, sin embargo, fue despedido en enero de 1993 después de que el descenso del club les costara un lugar en la nueva Premier League.
En marzo de 1993, Warnock asumió el cargo de "consultor" en Torquay United, salvando al club del descenso de la Football League. Warnock reanudó su asociación con Jones, Evans y Wilson en Huddersfield Town y su nombramiento se produjo en julio de 1993.
En la temporada 1994-95, el equipo de Warnock fue un verdadero contendiente para la promoción automática hasta que cayó en los últimos juegos para terminar quinto (el último lugar en los play-offs esa temporada debido a la reestructuración de la liga). Triunfaron en los penaltis sobre el Brentford, segundo clasificado, después de dos empates emocionantes y luego vencieron al Bristol Rovers en el estadio de Wembley. Renunció a Huddersfield apenas unos días después de su ascenso, pero hizo un regreso rápido y sorprendente para ser el entrenador del Plymouth Argyle, que acababa de ser relegado a la Tercera División.
En su primera temporada como entrenador de Plymouth Argyle, Warnock llevó al club a la gloria de los play-offs de la Tercera División después de terminar cuarto en la liga. La semifinal de los play-offs fue un asunto memorable: Argyle jugó contra el Colchester United y estaba 1-0 abajo desde el partido de ida, pero ganó 3-1 en Home Park en el partido de vuelta. Durante este juego, Warnock fue expulsado del banquillo por lo que respondió saltando entre la multitud para ver el resto del partido con los seguidores de Argyle.
La final fue el primer partido que disputó el club en Wembley. Un cabezazo de Ronnie Mauge en el minuto 65 le dio a Argyle una victoria por 1-0 sobre Darlington y el ascenso a la Second Division. En febrero de 1997, Warnock fue despedido como entrenador del Argyle a pesar de su popularidad entre los seguidores. Después de este hechizo exitoso, Warnock completó la década de 1990 con dos descensos, primero en Oldham Athletic en la temporada 1996-97 y luego en 1998-99 con el Bury.

### Sheffield United

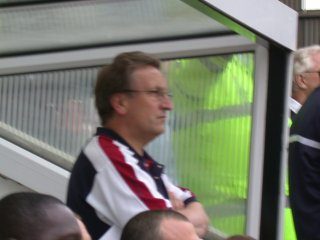
Warnock entrenando al Sheffield United en 2003

Warnock fue designado entrenador del club de su infancia, el Sheffield United, el 2 de diciembre de 1999. En la temporada 2002-03, Warnock llevó al club a las semifinales de la Copa de la Liga y la FA Cup, solo para perder ante el Liverpool y el Arsenal respectivamente, así también como a la final de los play-offs de la Primera División, con los Blades derrotados por 3-0 ante el Wolverhampton Wanderers. Esta fue la primera vez en su carrera como entrenador que perdió en los playoffs, ya que había logrado cuatro ascensos a través de dicha vía en la década de 1990.
En 2005, Jones reanudó la asociación asumiendo el puesto de asistente en Bramall Lane y, al final de la temporada 2005-06, el club ascendió a la Premier League luego de finalizar segundos en el Championship.
Los Blades se desempeñaron bien en su esperada batalla por el descenso y durante mucho tiempo parecían dirigirse a la supervivencia. Sin embargo, se produjo un punto de inflexión en la temporada con las victorias del West Ham United contra el Manchester United y el Wigan Athletic en el último día de la temporada, condenando al equipo de Warnock al descenso. Warnock escribió en su autobiografía que minutos después del último juego de la temporada, el actor y fanático de los Blades, Sean Bean, irrumpió en su oficina y culpó a Warnock por el descenso del equipo en una "diatriba malhablada" mientras la esposa y la hija de Warnock estaban presentes. Bean lo negó, calificó a Warnock de "amargo" e "hipócrita", y argumentó que nunca usaría ese lenguaje frente a la esposa y los hijos de otro hombre. Warnock renunció al club luego del descenso para tomarse un tiempo fuera del fútbol.
Un factor importante que provocó el descenso del club fue que West Ham venció al Manchester United en el último día de la temporada por 1-0, con el gol anotado por Carlos Tévez, cuyo contrato estaba en duda por la propiedad de terceros y que luego ficharía por los campeones en la siguiente temporada. Mientras todo esto sucedía, los Blades jugaron contra Wigan en Bramall Lane y solo necesitaban un punto para mantenerse despiertos; sin embargo, con el marcador 1-1, se concedió un penalti al Wigan en el tiempo de descuento al final de la primera mitad: David Unsworth convirtió. El marcador se mantuvo igual hasta el pitido final, lo que envió a los Blades de regreso al Championship después de solo una temporada.

### Crystal Palace

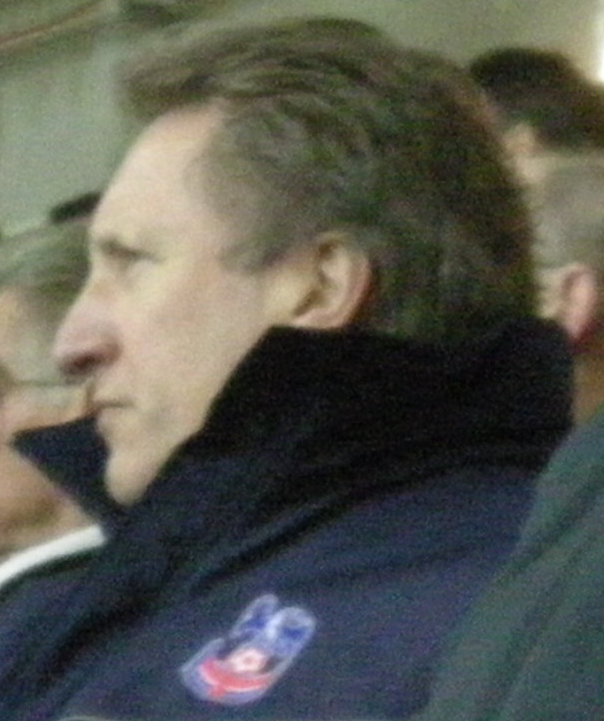
Warnock dirigiendo al Palace

Warnock habló con Milan Mandarić sobre el puesto directivo vacante en Leicester City en el verano, pero nunca se le entregó el puesto. Simon Jordan habló con Warnock acerca de hacerse cargo del Crystal Palace tras el despido de Peter Taylor y, después de que inicialmente no estuviera interesado en el trabajo, regresó a la dirección de fútbol con Palace el 11 de octubre de 2007. Tener a su amigo personal Simon Jordan como propietario y presidente fue sin duda una ayuda para conseguir el trabajo. Jones regresó de su propio año sabático para unirse al equipo de Warnock como asistente. Bajo el mando de Warnock y Jones, Palace hizo un cambio radical, pasando de luchar por el descenso a pelear por el ascenso en un período de seis meses, con el uso de jóvenes como un factor importante en las mejores actuaciones y resultados. El equipo llegó a los play-offs al final, pero fue derrotado en la etapa de semifinales por el Bristol City, quien perdió más tarde ante el Hull City en la final.
Warnock se quedó durante la temporada 2008-09, pero al aceptar el puesto un año antes, dejó en claro que el trabajo en Crystal Palace sería su último puesto directivo en el fútbol, y las finanzas del club comenzaron a empeorar. La temporada 2009-10 vio al Palace desempeñarse bien a pesar de estar fuertemente restringido por la mala posición financiera del club, lo que resultó en que el club fuera puesto en administración a fines de enero. La Football League impuso una deducción de diez puntos por esto. El administrador de Crystal Palace comentó que Warnock fue "liberado" después que le dijo que no tenía el estómago para la lucha por salvar el club.

### Queens Park Rangers
El 1 de marzo de 2010, Warnock se unió al Queens Park Rangers como entrenador en un contrato de tres años y medio después de acordar una compensación con el Crystal Palace. Su primer partido a cargo fue una contundente victoria en casa por 3-1 contra West Bromwich Albion.
Ayudó al QPR a evitar cómodamente el descenso en 2009-10, incluida una victoria por 2-0 contra su ex club Crystal Palace en Selhurst Park. Warnock fue galardonado como Entrenador del Mes de agosto de 2010. Usando una nueva formación 4-2-3-1 construida alrededor del creador de juego Adel Taarabt, QPR encabezó la tabla durante la mayor parte de la temporada 2010-11 y el 30 de abril de 2011 lograron el ascenso en el primer lugar del Championship después de una victoria por 2-0 sobre Watford.
A pesar de llevar al club a la Premier League por primera vez en 15 años, fue despedido el 8 de enero de 2012 después de la derrota por 1-2 en casa ante el Norwich City el 2 de enero de 2012. El propietario del QPR, Tony Fernandes, dijo que el club cayó a una posición peligrosa en la liga (17) después de los resultados recientes.

### Leeds United
El 18 de febrero de 2012, Warnock se unió al Leeds United como entrenador en un contrato de un año y medio que lo llevó hasta el final de la temporada 2012-13. Antes de hacerse cargo oficialmente del entrenador interino Neil Redfearn, supervisó la victoria del Leeds por 3-2 contra el Doncaster Rovers desde la tribuna el 18 de febrero y Warnock reveló que habló con los jugadores antes del partido y en el medio tiempo. El 28 de febrero de 2012, Warnock hizo su primer fichaje como entrenador de Leeds al traer a Danny Webber, a quien dirigió mientras estaba en Sheffield United.
El Leeds terminaría 14º en el Championship y durante el verano de 2012 Warnock renovó todo el equipo de Leeds con varios fichajes nuevos. Comenzaría la temporada 2012-13 con una victoria en casa en la Copa de la Liga al vencer a Shrewsbury Town por 4-0. Luego, Leeds vencería a los Wolves 1-0 en Elland Road en el día inaugural del Championship.
Después de una serie de derrotas y Leeds ubicado a cinco puntos de la zona de descenso, Warnock dejó su cargo en el club el 1 de abril de 2013.

### Regreso al Crystal Palace
El 27 de agosto de 2014, se anunció que Warnock sería designado para un segundo período a cargo del Crystal Palace tras la salida de Tony Pulis. Sin embargo, después de una mala racha, el Palace terminó entre los tres últimos por lo que Warnock fue despedido por el club el 27 de diciembre de 2014. Alan Pardew lo sucedió el 2 de enero de 2015.
En 2015, Warnock regresó al Queens Park Rangers como asesor del primer equipo. El 4 de noviembre, fue puesto a cargo temporal de QPR tras la salida de Chris Ramsey del club.

### Rotherham United
El 11 de febrero de 2016, Neil Warnock fue confirmado como nuevo entrenador del Rotherham United para el resto de la temporada 2015-16, reemplazando a Neil Redfearn. Warnock empató su primer juego a cargo con un empate 0-0 contra el Birmingham City en un partido en el que Richard Wood y Joe Mattock fueron expulsados. Luego perdió sus siguientes dos juegos, contra Reading y Burnley, ambos por 2-0. Luego, Rotherham tuvo una racha invicta de 11 partidos, incluidas victorias contra Brentford (2-1), Sheffield Wednesday (1-0), Middlesbrough (1-0), empató contra Derby County 3-3 después de estar 3-0 abajo con ocho minutos para el final y ganando 1-0 en Portman Road contra el Ipswich Town. La victoria final de la carrera fue ante el Milton Keynes Dons, donde una paliza por 4-0 casi selló la supervivencia de Rotherham en el Championship a expensas de sus oponentes. La temporada cerró con Warnock diciendo que quería una última temporada como entrenador en esa categoría por lo que el club tuvo la esperanza de asegurar sus servicios para la temporada 2016-17.
A pesar de no permanecer como entrenador de Rotherham más allá del final de la temporada, Warnock dijo más tarde que mantener al club en la división fue el mayor logro en su carrera como entrenador.

### Cardiff City

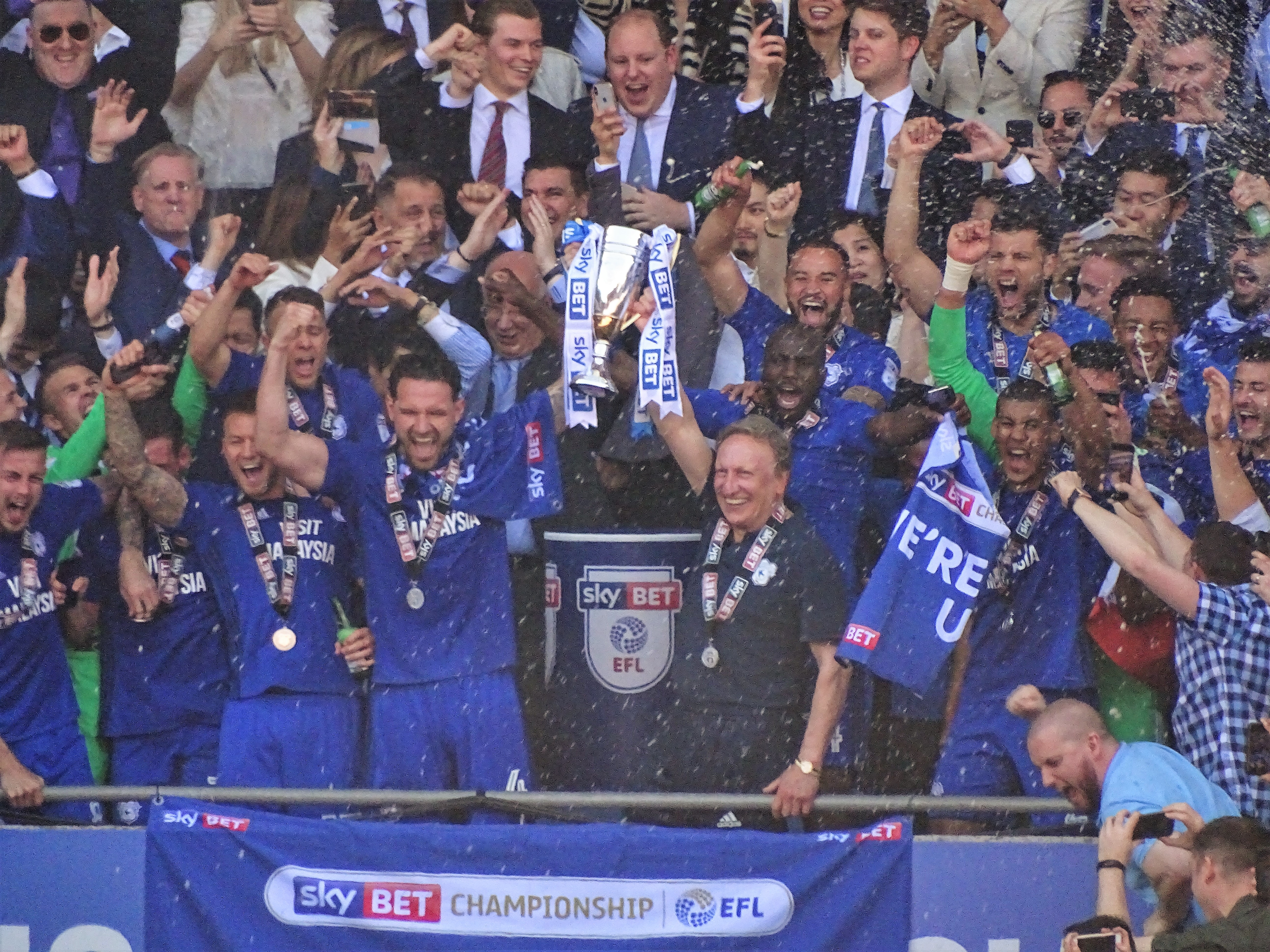
Warnock (sosteniendo el trofeo a la derecha) levanta el título de subcampeón de la EFL Championship 2017-18 junto a Sean Morrison

El 5 de octubre de 2016, Warnock fue nombrado entrenador del primer equipo del Cardiff City. Terminaron en el puesto N°12 en el Championship en la primera temporada a su cargo. El 6 de mayo de 2018, Warnock guio al Cardiff al ascenso a la Premier League después de un empate 0-0 contra el Reading. Con este ascenso, se convirtió en el primer entrenador en obtener ocho ascensos en las ligas profesionales.
En enero de 2019, Warnock dijo que consideraba retirarse luego de la desaparición y eventual muerte de Emiliano Sala, a quien había firmado por un récord de club de £15 millones del Nantes ese mes. Sin embargo, no pudo mantener al equipo en pie y Cardiff fue relegado al final de la temporada. Warnock dejó al club el 11 de noviembre después de poco más de tres años como entrenador; su último partido fue una derrota en casa ante el Bristol City. Describió su tiempo en Cardiff como uno de los mejores días de su carrera.

### Middlesbrough
El 23 de junio de 2020, Warnock fue nombrado entrenador del Middlesbrough, con el club solo fuera de la zona de descenso del Championship por diferencia de goles después de 38 encuentros. Reemplazó a Jonathan Woodgate, quien fue despedido de su primer trabajo después de menos de un año a cargo. En su primer partido en el cargo, el 27 de junio, venció al Stoke City por 2-0 para subir al puesto N°19 en la liga. Habiendo estado 21° en la tabla cuando Warnock asumió el cargo, terminaron 17° en la liga. Aunque inicialmente con un contrato a corto plazo, Warnock confirmó que continuaría como entrenador durante la temporada 2020-21.
El 30 de octubre de 2021, igualó el récord de más partidos gestionados en el fútbol profesional inglés con 1.601 tras una derrota por 2-0 ante el Birmingham City. Tres días después, rompió el récord en el siguiente partido, una derrota por 3-1 ante el Luton Town. El 6 de noviembre de 2021, Warnock dejó al Middlesbrough de mutuo acuerdo y el club ya había identificado a su reemplazo. Sus asistentes Kevin Blackwell y Ronnie Jepson también abandonaron sus cargos.
El 9 de abril de 2022, Warnock anunció su retiro como entrenador después de 42 años en el banquillo.

### Regreso al Huddersfield Town
Diez meses después, Warnock, de 74 años, salió de su retiro el 13 de febrero de 2023 después de ser nombrado entrenador del Huddersfield Town hasta el final de la temporada 2022-23, y regresó al club 30 años después de su nombramiento inicial. Se hizo cargo oficialmente el 16 de febrero con el objetivo de evitar el descenso del equipo. El 4 de mayo, guio al equipo a la permanencia en el Championship tras vencer al Sheffield United por 1-0 después de haber estado a siete puntos de la salvación cuando asumió el cargo. Warnock terminó su segundo etapa como entrenador del club el 8 de mayo de 2023 con una victoria en casa por 2-0 sobre el Reading.
El 14 de junio de 2023, Warnock firmó una nueva extensión de contrato por un año con el club. El 18 de septiembre de 2023, el club confirmó en un comunicado que el partido contra el Stoke City dos días después sería su último partido a cargo del club.

### Aberdeen
El 5 de febrero de 2024, se anunció que Warnock se haría cargo del Aberdeen hasta el final de la temporada 2023-24, reemplazando al entrenador Barry Robson.Sin embargo, dejó su cargo el 9 de marzo, tras una victoria por 3-1 contra Kilmarnock en los cuartos de final de la Copa de Escocia.Tras su marcha, el presidente del club afirmó que se encontraba en una "etapa avanzada" para firmar un entrenador a largo plazo.

## Estadísticas

### Como jugador
| Club              | País       | Año       | Part. | Goles |
| ----------------- | ---------- | --------- | ----- | ----- |
| Chesterfield      | Inglaterra | 1967-1969 | 24    | 2     |
| Rotherham United  | Inglaterra | 1969-1971 | 52    | 5     |
| Hartlepool United | Inglaterra | 1971-1973 | 60    | 5     |
| Scunthorpe United | Inglaterra | 1973-1975 | 72    | 7     |
| Aldershot         | Inglaterra | 1975-1976 | 37    | 6     |
| Barnsley          | Inglaterra | 1976-1978 | 57    | 10    |
| York City         | Inglaterra | 1978      | 4     | 0     |
| Crewe Alexandra   | Inglaterra | 1978-1979 | 21    | 1     |

### Como entrenador
| Club                | País       | Año       | PJ   | PG  | PE  | PP  | Efectividad |
| ------------------- | ---------- | --------- | ---- | --- | --- | --- | ----------- |
| Burton Albion       | Inglaterra | 1981-1986 | 303  | 140 | 70  | 93  | 53.91%      |
| Scarborough         | Inglaterra | 1986-1989 | 78   | 30  | 25  | 23  | 49.15%      |
| Notts County        | Inglaterra | 1989-1993 | 209  | 90  | 49  | 70  | 50.88%      |
| Torquay United      | Inglaterra | 1993      | 15   | 5   | 5   | 5   | 44.44%      |
| Huddersfield Town   | Inglaterra | 1993-1995 | 108  | 44  | 34  | 30  | 51.23%      |
| Plymouth Argyle     | Inglaterra | 1995-1997 | 88   | 35  | 24  | 29  | 48.86%      |
| Oldham Athletic     | Inglaterra | 1997-1998 | 69   | 22  | 20  | 27  | 41.55%      |
| Bury                | Inglaterra | 1998-1999 | 77   | 19  | 29  | 29  | 37.23%      |
| Sheffield United    | Inglaterra | 1999-2007 | 388  | 165 | 100 | 123 | 51.12%      |
| Crystal Palace      | Inglaterra | 2007-2010 | 129  | 47  | 39  | 43  | 46.51%      |
| Queens Park Rangers | Inglaterra | 2010-2012 | 84   | 33  | 27  | 24  | 50%         |
| Leeds United        | Inglaterra | 2012-2013 | 63   | 23  | 15  | 25  | 44.44%      |
| Crystal Palace      | Inglaterra | 2014      | 17   | 3   | 6   | 8   | 29.41%      |
| Queens Park Rangers | Inglaterra | 2015      | 4    | 2   | 1   | 1   | 58.33%      |
| Rotherham United    | Inglaterra | 2016      | 16   | 6   | 6   | 4   | 50%         |
| Cardiff City        | Gales      | 2016-2019 | 144  | 59  | 29  | 56  | 47.69%      |
| Middlesbrough       | Inglaterra | 2020-2021 | 75   | 29  | 14  | 32  | 43.56%      |
| Huddersfield Town   | Inglaterra | 2023      | 24   | 9   | 6   | 9   | 45.83%      |
| Aberdeen            | Escocia    | 2024      | 8    | 2   | 2   | 4   | 33.33%      |
| Total               | Total      | Total     | 1899 | 763 | 501 | 635 | 48.97%      |

## Palmarés

### Como entrenador

#### Títulos nacionales
| Título                       | Club                | País       | Año     |
| ---------------------------- | ------------------- | ---------- | ------- |
| Football Conference          | Scarborough F.C.    | Inglaterra | 1986-87 |
| Football League Championship | Queens Park Rangers | Inglaterra | 2010-11 |